# Turki járás

A Turki járás a Szaratovi területen

A Turki járás (oroszul Турковский муниципальный район) Oroszország egyik járása a Szaratovi területen. Székhelye Turki.

## Népesség
- 1989-ben 18 409 lakosa volt.
- 2002-ben 15 852 lakosa volt.
- 2010-ben 12 834 lakosa volt, melyből 12 268 orosz, 111 cigány, 107 ukrán, 76 örmény, 33 tatár, 32 lezg, 25 moldáv, 23 német stb.